# Джузеппе Скуллі
Джузеппе Скуллі (італ. Giuseppe Sculli; нар. 23 березня 1981, Локрі) — колишній італійський футболіст, що грав на позиції півзахисника та нападника.

## Клубна кар'єра
Народився 23 березня 1981 року в місті Локрі. Розпочав грати в аматорському клубі «Бранкалеоне». Там його помітили скаути «Ювентусу» і запросили до себе. Після п'яти років виступів за молодіжні команди різних вікових груп «Старої Синьйори», Скуллі був відданий в оренду в клуб «Кротоне», а потім в «Модену», у складі якої він, 14 вересня 2002 року, дебютував у Серії А в матчі з «Міланом». Всього за сезон Скуллі забив 8 голів, ставши кращим бомбардиром «Модени».
У 2003 році «К'єво» викупило 50 % прав на гравця, як частину угоди з продажу Ніколи Легроттальє у зворотньому напрямку, проте провів у веронському клубі лише один сезон, після чого був відданий в оренду у «Брешію».
Влітку 2005 року «Ювентус» викупив всі права на Скуллі, підписавши з гравцем 3-річний договір, і віддав його в оренду «Мессіні», де Джузеппе провів наступний сезон.
24 серпня 2006 року Скуллі перейшов в «Дженоа», підписавши з ними повноцінний контракт. Однак зігравши лише кілька ігор, 19 вересня отримав травму, зіткнувшись з Рубінью. Через кілька тижнів він отримав 8-ми місячну дискваліфікацію за те, що в той час, коли грав за «Кротоне» отримав, разом з командою, 20 млрд лір від суперника, «Мессіни», за програш матчу. 28 листопада того ж року дисциплінарна комісія італійської федерації футболу була змушена зменшити термін дискваліфікації через те, що минуло більше 6 років і Скуллі залишався єдиним діючим гравцем, який брав участь у тому матчі. Починаючи з сезону 2007/08 Скуллі став користуватися довірою тренерського штабу «Дженоа» і став гравцем стартого складу клубу. У сезоні 2008/09 Скуллі забив 8 голів, повторивши свій бомбардирський рекорд. Всього відіграв за генуезький клуб п'ять сезонів своєї ігрової кар'єри.
18 січня 2011 року підписав контракт з римським «Лаціо» строком до 30 червня 2015 року. 23 січня 2011 року дебютував за «Лаціо» у виїзному матчі проти «Болоньї».
Проте в римському клубі Джузеппе закріпитись не зумів і 19 січня 2012 року повернувся назад в «Дженоа» на правах оренди до кінця сезону. В подальшому також на правах оренди грав за «Пескару» і знову за «Дженоа», але в першій команді «Лаціо» більше не провів жодного матчу. Влітку 2015 року покинув римлян на правах вільного агента і незабаром завершив кар'єру гравця.

## Виступи за збірні
1997 року дебютував у складі юнацької збірної Італії, взяв участь у 24 іграх на юнацькому рівні, відзначившись 7 забитими голами.
2001 року залучався до складу молодіжної збірної Італії, разом з якою став переможцем молодіжного чемпіонату Європи 2004 року. В тому ж році був учасником Літніх Олімпійських ігор, на яких став з командою бронзовим призером. Всього на молодіжному рівні зіграв у 33 офіційних матчах, забив 11 голів.

## Особисте життя
Скуллі — онук боса злочинної калабрійської мафіозної структури Ндрангета, Джузеппе Морабіто.

## Досягнення
- Чемпіон Європи (U-21): 2004
- Бронзовий призер Літніх Олімпійських ігор: 2004